# Transporte en Lagos
El transporte en Lagos se refiere a los medios de transporte disponibles en la ciudad de Lagos, Nigeria. Existen cuatro vías de transporte principales: carretera, agua, ferrocarril y aire. En esta ciudad la situación del transporte es difícil debido a los atascos en el tránsito vehicular.

## Transporte por ferrocarril
El metro de Lagos es un sistema que se está desarrollando y construyendo en Lagos, Nigeria. El sistema (el primer transporte público moderno basado en el ferrocarril en el África subsahariana, aparte de Sudáfrica) está siendo promovido por la Autoridad de Transporte del Área Metropolitana (LAMATA) de Lagos y el proyecto consta de siete líneas. El equipo ferroviario, que incluye energía eléctrica, señalización, material rodante y equipo de cobro de tarifas, será suministrado por el sector privado en virtud de un contrato de concesión. LAMATA es responsable de la dirección de la política, la regulación y la infraestructura de la red.
La empresa concesionaria generará su propia electricidad dedicada. La primera sección de la red (Fase I de la Línea Azul) estaba programada para entrar en servicio en el primer trimestre de 2014, pero en septiembre de ese año aún no se había abierto, en medio de retrasos.

### Cronología
| 2008 | Se propone un metro para Lagos, supuestamente con fecha de finalización de 2011.              |
| 2009 | Comienza la construcción de la Línea Azul.                                                    |
| 2010 | El metro de Lagos seguirá adelante.[cita requerida]                                           |
| 2014 | La fase I (la Línea Azul desde Marina a Okokomaiko) se abrirá en el primer trimestre de 2014. |

### Historia
El tranvía de Lagos funcionó de 1902 a 1933. La línea de pasajeros fue uno de los primeros sistemas de transporte público construidos dentro de Lagos, transportando viajeros, comerciantes y trabajadores desde la estación de trenes de Iddo hacia la isla de Lagos.
La idea de desarrollar un sistema de transporte rápido en Lagos data de los años ochenta con la red de metro de Lagos concebida por el Alhaji Lateef Jakande durante la Segunda República de Nigeria. El proyecto inicial de la Metroline fue desechado en 1985 por Muhammadu Buhari con una pérdida de más de 78 millones de dólares para los contribuyentes de Lagos. La idea de desarrollar una red de metro ligero para Lagos fue revivida por el Gobernador Bola Tinubu a principios de la década de 2000 con un anuncio oficial de su construcción en diciembre de 2003.
Esta propuesta inicial de 135 millones de dólares formaba parte del gran Proyecto de Transporte Urbano de Lagos que será implementado por la recién formada Autoridad de Transporte del Área Metropolitana de Lagos (LAMATA). LAMATA se concentró inicialmente en el desarrollo de un sistema de autobuses de tránsito rápido, que va desde Mile 2 hasta la isla de Lagos. En 2008, LAMATA comenzó también a avanzar en el proyecto ferroviario, centrándose inicialmente en la Línea Azul y la Línea Roja.

### Material rodante
En septiembre de 2011, LAMATA anunció que adquiriría algunos trenes de metro de la serie H5 que antes utilizaba el Comité de tránsito de Toronto (TTC). Los vagones están siendo renovados en los Estados Unidos y convertidos a calibre estándar antes de ser importados y puestos en servicio en las líneas Azul y Roja. El mismo contrato también incluía una opción de compra para algunos vagones de metro de la serie H6 de la TTC, sin embargo ésta ha sido cancelada. Los trenes fueron construidos como pares de dos unidades con una cabina de conducción en la esquina delantera derecha de cada vagón.

### Rutas

#### Línea azul Okokomaiko-Marina
En abril de 2008, el Gobierno del Estado de Lagos aprobó el proyecto para la construcción de la línea Okokomaiko-Iddo-Marina por valor de 70.000 millones de nairas, con fecha de finalización estimada en 2011. Los servicios de asesoramiento están a cargo de CPCS Transcom Limited, una empresa consultora de desarrollo de infraestructuras con sede en Ottawa (Canadá). La construcción comenzó realmente en enero de 2010 y se esperaba que concluyese en 2015, no obstante para noviembre de 2016, solo había sido completado 16 km de 27 km de la línea azul.
La Línea Azul está siendo construida por la China Civil Engineering Construction Corporation. La Línea Azul recorrerá 27,5 km desde Marina hasta Okokomaiko, con 13 estaciones. La mayor parte del recorrido se hará en superficie, de este a oeste, en la reserva central de la reconstruida autopista de Badagry.
Para 2016 existieron grandes expectativas de que la línea se completara, dada la necesidad de aligerar el transporte en la ciudad, pero se duda de que el proyecto se complete alguna vez dada la recesión económica y la caída del valor del naira en el mercado mundial.

#### Línea roja Agbado-Marina
La segunda línea, la Línea Roja, irá de Marina a Agbado. La línea compartirá el actual camino de la Corporación de Ferrocarriles Nigerianos (NRC) de 30 metros de ancho.

#### Otras líneas
LAMATA tiene planes a largo plazo para construir hasta siete líneas.

## Transporte vehicular
Existe una fuerte congestión vehicular en la ciudad, la cual es caracterizada por tener un "tráfico loco", esto supone un gasto económico ya que Lagos se considera el nervio central de la economía de Nigeria y en mayor escala África. Para satisfacer la demanda, desde 2008 se han realizado expansiones y rediseños en la autopista Lagos-Badagry para tener una capacidad de 10 canales vehiculares. Lamentablemente para febrero de 2021 China Civil Engineering Construction Corporation ha completado solo las partes esqueléticas de la carretera, los diez canales se detienen en un punto en Okokomaiko que converge en dos canales. La situación alcanzó un punto crítico el 20 de mayo de 2019 cuando los vecinos, dueños de negocios en la zona y otros usuarios de la autopista Lagos-Badagry se sintieron obligados a salir a la carretera en protesta.